# Nazisternas maktövertagande

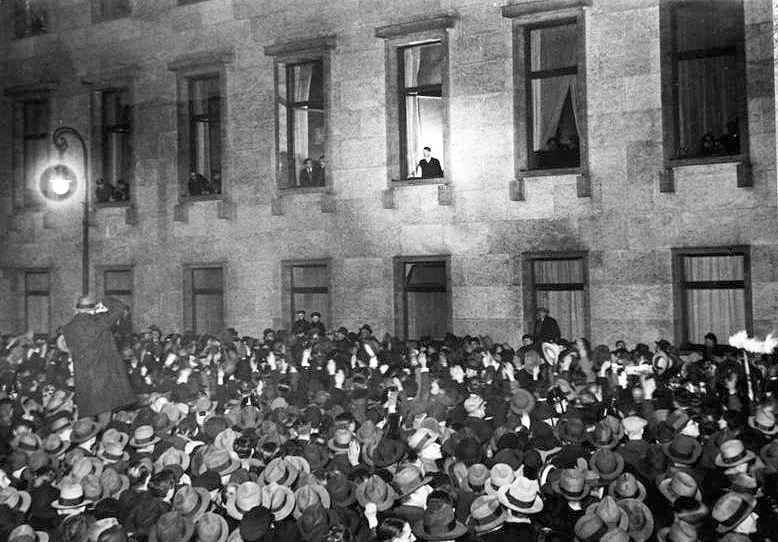
Maktövertagandet i Berlin den 30 januari 1933.

Nazisternas maktövertagande (tyska: Machtübernahme) eller Bruna revolutionen var Adolf Hitlers och Nationalsocialistiska tyska arbetarepartiet (NSDAP) övertagande av makten i Tyskland under åren 1933–1934. Då ersattes Weimarrepubliken av den nazistiska enpartidiktaturen Nazityskland.
Maktövertagandet inleddes genom att Tysklands rikspresident Paul von Hindenburg den 30 januari 1933 utnämnde Hitler till rikskansler i en koalitionsregering mellan Nationalsocialistiska tyska arbetarepartiet (NSDAP) och Tysknationella partiet. Året efter fullbordades maktövertagandet genom att Hitler efter Hindenburgs bortgång i augusti 1934 ersatte denne som rikspresident. Hitler sammanfogade de två ämbetena med titeln Führer und Reichskanzler.

## Hitlers första ministär
- Adolf Hitler – rikskansler
- Franz von Papen – vicekansler
- Hermann Göring – minister utan portfölj
- Alfred Hugenberg – näringsminister
- Werner von Blomberg – försvarsminister
- Wilhelm Frick – inrikesminister
- Paul von Eltz-Rübenach – handelsminister
- Lutz Schwerin von Krosigk – finansminister
- Franz Seldte – arbetsmarknadsminister
- Günther Gereke – rikskommissarie för arbetsinsatsen